# ذن (ترانه)
«ذن» (انگلیسی: Zen) ترانه‌ای از خواننده و رپر اهل کره جنوبی، جنی است. این ترانه توسط ناشر خودش، آد آتلیه و کلمبیا رکوردز در ۲۵ ژانویه ۲۰۲۵، به عنوان تک‌آهنگ تبلیغاتی از نخستین آلبوم استودیویی او به نام روبی (۲۰۲۵) منتشر شد. موزیک ویدئوی این ترانه توسط چو گی سوک کارگردانی شد و قبل از انتشار رسمی ترانه در پلتفرم‌های دیجیتال و استریم در ۷ مارس همراه با آلبوم، در ۲۵ ژانویه در کانال یوتیوب جنی آپلود گردید.

## جدول‌های موسیقی
| جدول (۲۰۲۵)                       | بالاترین جایگاه |
| --------------------------------- | --------------- |
| ۲۰۰ آهنگ جهانی (بیلبورد)          | ۱۲۲             |
| تک‌آهنگ‌های داغ نیوزیلند (آرام‌ان‌زی) | ۱۳              |
| سنگاپور (آرآی‌ای‌اس)                | ۳۰              |
| کره جنوبی (سرکل)                  | ۱۹۸             |
| استریم ویدئو بریتانیا (اوسی‌سی)    | ۳۸              |